# Mission Canyon (Kalifornija)
Mission Canyon je naseljeno područje za statističke svrhe u američkoj saveznoj državi Kalifornija. Prema popisu stanovništva iz 2010. u njemu je živjelo 2.381 stanovnika.